# Банда Андрея Телепина
Банда Андрея Телепина (банда Телепата) — преступное формирование, орудовавшее на территории Санкт-Петербурга, занимавшееся грабежами, разбоями и убийствами.

## История создания банды
Лидером банды был бывший курсант Морского корпуса имени Петра Великого Андрей Валентинович Телепин (род. 21 ноября 1981). Помимо него, в банду вошли его бывший однокурсник Захар Кособуцкий, также отчисленный за неуспеваемость, Алексей Токмачёв, Юрий Нестеров и Владимир Ларченков.
Телепин и Кособуцкий, после отчисления из морского корпуса, должны были отслужить обычными матросами срочную службу. Однако они дезертировали из части и уехали в Москву, где встретили бывшего одноклассника Кособуцкого Ларченкова. Ларченков имел иномарку и большую сумму денег; как впоследствии выяснилось, он взял её в долг. Спустя месяц, когда деньги кончились, и Ларченкова стали разыскивать кредиторы, он вместе с находившимися в розыске приятелями уехал из Москвы в Петербург. Там Ларченков остановился у приятеля, Кособуцкий — у любовницы, а Телепин стал квартирантом у своего товарища Юрия Нестерова.
Однажды приятели попали в автомобильную аварию. В автосервисе за ремонт машины запросили большую сумму денег. Именно тогда они решили заняться криминальным промыслом. Ларченков сумел достать пистолет «Браунинг», глушитель и полную коробку патронов к нему. Как позже выяснилось, он выменял разбитый автомобиль на оружие. Решив стать бандитами, приятели придумали друг другу клички: «Телепат», «Ларри» и «Буца».

## Преступления
9 сентября 2001 года Телепин, Кособуцкий и Ларченков остановили такси и попросили подвезти их к дому на Комендантском проспекте, где жил однокурсник первых двух курсант Нерубащенко. По дороге Телепин застрелил таксиста, а тело спрятали в багажник. Затем бандиты отправились к Нерубащенко. Тот, узнав в глазок своих бывших однокурсников, открыл дверь. Телепин с порога выстрелил ему в голову, убив наповал, а затем сделал ещё два выстрела в голову. Добычей бандитов стали 1 тысяча рублей и видеокамера. На обратном пути тело таксиста бросили на обочине пустынной дороги и сделали ещё два выстрела ему в голову. Телепин сказал, что банда должна иметь свой почерк, коим будет являться три выстрела в головы жертв.
«Волгу» убитого таксиста бандиты попытались продать угонщикам, но те отказались её покупать, заявив, что их интересуют иномарки. Телепин согласился на их предложение угнать джип, убив хозяина. В качестве задатка угонщики перебили номера на «Волге» и подделали документы. 18 сентября 2001 года бандиты приметили джип на Тракторной улице, и, когда водитель остановился, Телепин подошёл к нему и застрелил. Тело было спрятано на заднем сиденье. Однако в машине сработало потайное противоугонное устройство, и угнать её не удалось. Впоследствии бандиты ещё несколько раз возвращались к джипу и пытались его завести, но тщетно.
Телепин усиленно искал варианты криминального обогащения, всё более терял контроль над собой, выпытывал у всех своих знакомых адреса богатых квартир. В банду вступил Алексей Токмачёв по кличке «Толмач». Он предложил совершить налёт на квартиру известного ювелира Вашкелиса. Квартира была оборудована железной дверью и сигнализацией, поэтому проникнуть внутрь можно было лишь с помощью хозяев. 1 октября 2001 года Токмачёв, переодетый в милицейскую форму, позвонил в квартиру и сообщил, что принёс повестку. Дверь открыла тёща Вашкелиса, и Телепин прямо с порога застрелил её. Затем бандиты проникли в квартиру, где в тот момент Вашкелиса не было. От шума проснулся его 2-летний сын, который стал громко плакать. Телепин приказал Токмачёву «заткнуть» его, и тот перерезал ему горло. Однако денег или ювелирных изделий в квартире не оказалось.
Вскоре Ларченков и Телепин решили вновь попытаться угнать автомобиль. Они приметили автомобиль, который принадлежал чемпиону по кикбоксингу России Кобе Горделадзе. Когда 5 октября 2001 года бандиты пришли к нему с предложением купить машину, тот согласился. В пустынном дворе Телепин выстрелил Горделадзе в голову, но спортсмен не только остался жив, но и набросился на бандитов.. Телепин и Ларченков скрылись. После этого члены банды решили затаиться и разъехаться. «Браунинг», с которым совершались все убийства, был закопан в парке рядом с домом Телепина. Телепин уехал в Прохладный, Ларченков — в Москву.

## Аресты, следствие и суд
Бандитов искали недолго. Спустя некоторое время следствию удалось выйти на Телепина и его приятелей. Друг Горделадзе, журналист Евгений Вышенков, сумел выманить Телепина из Прохладного в Петербург, и 1 декабря 2001 года тот был задержан. Показания давать он поначалу отказался. Так петербургские журналисты помогли милиционерам задержать опасного преступника.
Кособуцкий, Нестеров и Токмачёв также были задержаны. Ларченков при задержании в Москве оказал активное сопротивление, стал стрелять по милиционерам и был убит.
Кособуцкий и Токмачёв дали признательные показания, вскоре признался и Телепин. Таким образом, с марта по октябрь 2001 года банда совершила 5 фактически бессмысленных убийств. Дело имело большой резонанс в городе.
В 2005 году суд приговорил Андрея Телепина к пожизненному заключению, Токмачёва — к 20 годам лишения свободы, Кособуцкого — к 5 годам. В отношении Нестерова дело за укрывательство преступлений было прекращено. Телепин отбывает наказание в ИК-18 «Полярная сова» в Ямало-Ненецком автономном округе.

## Прочие факты
- Однокурсником Телепина по Петербургскому военно-морскому институту им. Петра Великого был серийный убийца Юрий Устименко, совершивший совместно с 21-летним сообщником Дмитрием Медведевым 7 убийств на территории Эстонии и Латвии в период с февраля по май 2002 года.

## В массовой культуре
- Документальный фильм «Курс смерти» из цикла «Честный детектив» (2005)
- Документальный фильм «Погружение в ад» из цикла «Криминальная Россия» (2006)